# Verve EP
Verve EP es el primer trabajo de estudio publicado por la banda inglesa The Verve (por ese entonces llamada simplemente Verve). Salió a la venta en diciembre de 1992, siendo distribuido por Vernon Yard Recordings en los Estados Unidos y por Hut Records en el Reino Unido. Con una duración de 31 minutos, el EP es más cercano al formato de un álbum estándar de larga duración.
El álbum, con la portada del diseñador Brian Cannon, fue publicado en el otoño de 1992, y del mismo se desprendieron los sencillos «She's a superstar» y «Gravity grave».
Con un marcado estilo shoegazer, Verve EP se convirtió en un gran éxito, impresionando a la audiencia por el trabajo de guitarra etérea de Nick McCabe y su rock espacial psicodélico.

## Lista de canciones
1. «Gravity grave» (editada) – 4:27
2. «A man called sun» – 5:45
3. «She's a superstar» (editada) – 5:03
4. «Endless life» – 5:32
5. «Feel» – 10:42

## Sencillos
- «She's a superstar» (mayo de 1992)
- «Gravity grave» (octubre de 1992)

## Trivia
- «A man called sun» sirvió de inspiración para el nombre de la banda indie Mansun.